# Waterstadtoren
De Waterstadtoren is een woontoren in het centrum van Rotterdam op het Wijnhaveneiland in het Maritiem District.  Hij is 108 meter hoog en telt 36 verdiepingen.
De bouw is in 2002 begonnen en het gebouw was in 2004 klaar. De eerste paal werd op 28 januari 2002 geslagen.
Het gebouw telt 168 appartementen en rust op 250 palen van 24 meter lang. Het gehele complex is voorzien van een open glasvezelnetwerk.

## Wijnhaveneiland
De Harbour Village Rotterdam was het eerste multifunctionele gebouwencomplex van de ontwikkelingsfase van het in Rotterdam centrum gelegen Wijnhaveneiland, gevolgd door de Waterstadtoren, Scheepmakerstoren, The Red Apple, 100Hoog, The Muse en Up:Town.